# 8492 Kikuoka
8492 Kikuoka (1990 BZ) là một tiểu hành tinh vành đai chính được phát hiện ngày 21 tháng 1 năm 1990 bởi T. Seki ở Geisei.